# 凯朗自由城
凯朗自由城（法語：Villefranche-du-Queyran，法語發音：[vilfʁɑ̃ʃ dy kɛʁɑ̃]）是法国洛特-加龙省的一个市镇，位于该省西部，属于内拉克区。

## 地理
凯朗自由城（44°18'28"N, 0°11'49"E）面积16.55 平方千米，位于法国新阿基坦大区洛特-加龍省，该省份为法国西南部内陆省份，北起多爾多涅省，西接吉倫特省和朗德省，南至热尔省，东临塔恩-加龙省和洛特省。
与凯朗自由城接壤的市镇（或旧市镇、城区）包括：皮什达日奈、昂泽、科贝尔、莱里茨-蒙卡桑、圣莱昂。

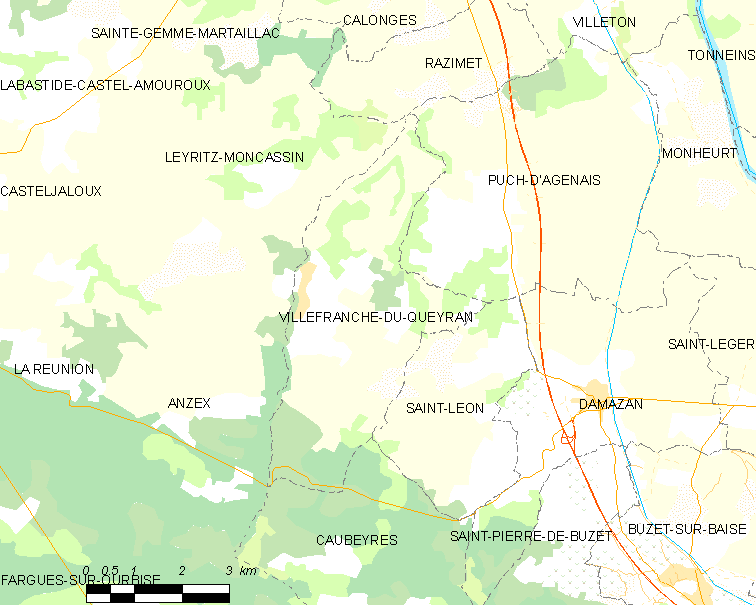
凯朗自由城的OSM定位图

凯朗自由城的时区为UTC+01:00、UTC+02:00（夏令时）。

## 行政
凯朗自由城的邮政编码为47160，INSEE市镇编码为47320。

## 政治
凯朗自由城所属的省级选区为加斯科涅森林县。

## 人口

1962-2008年间凯朗自由城人口变化图示

凯朗自由城于2022年1月1日时的人口数量为411人。